# Pseudoparmelia concomitans
Pseudoparmelia concomitans är en lavart som beskrevs av Hale. Pseudoparmelia concomitans ingår i släktet Pseudoparmelia och familjen Parmeliaceae.   Inga underarter finns listade i Catalogue of Life.